# FC Grimma
Der FC Grimma ist ein Fußballverein in der nordwestsächsischen Stadt Grimma. Er nutzt das Stadion im städtischen Husaren-Sportpark, der 1200 Zuschauer fasst. Präsident des Vereins ist Daniel Kurzbach.

## Entwicklung der Vereinsstruktur
Der FC Grimma hat seinen Ursprung im SV 1919 Grimma, der am 17. Juni 1919 gegründet wurde. 1922 hatte der Sportverein, dessen wichtigste Abteilung die Fußballspieler stellten, bereits 269 Mitglieder. Nach dem Zweiten Weltkrieg wurde er im Zuge des allgemeinen Verbots der Sportvereine in den deutschen Besatzungszonen 1945 aufgelöst. Danach waren Sportwettkämpfe vorübergehend nur auf Kreisebene erlaubt, die von provisorisch gebildeten Sportgemeinschaften durchgeführt wurden. Nachdem der ostdeutsche Sport ab 1948 auf der Grundlage von Betriebssportgemeinschaften (BSG) neu organisiert worden war, übernahm die Grimmaer Maschinenfabrik Nagema die vorhandene Sportgemeinschaft und beförderte sie zur BSG Nagema Grimma. In kurzen Abständen wurde der Name in BSG Stahl und BSG Motor West geändert, bis 1958 endgültig die Bezeichnung BSG Motor Grimma feststand. Auch der Name des Trägerbetriebs änderte sich, aus der Nagema wurde 1952 der VEB Maschinen- und Apparatebau Grimma. Wie üblich unterhielt die BSG mehrere Sportsektionen, von denen jedoch nur der Fußball überregionale Bedeutung erlangte. 1990 konnte das Maschinenwerk aufgrund der durch die Wende von 1989 veränderten wirtschaftlichen Verhältnisse die Betriebssportgemeinschaft nicht mehr in gewohnter Weise unterstützen. Daraufhin wurde von BSG-Mitgliedern am 27. Juni 1990 der eingetragene Verein SV Motor Grimma gegründet, um andere Finanzquellen zu erschließen. Am 4. Oktober 1994 trennte sich der Verein völlig vom ehemaligen Trägerbetrieb und nahm wieder den historischen Namen SV 1919 Grimma an. Der Sportverein hatte sich inzwischen zu einem großen Mehrspartenverein mit zwölf Sportabteilungen und über 700 Mitgliedern entwickelt. Nach langwierigen Verhandlungen trennte sich die Fußballabteilung zum 1. Juli 2009 vom SV 1919 und gründete den eigenen Verein FC Grimma.

## Entwicklung des Fußballsports
Von 1925 bis 1933 spielte die 1. Fußballmannschaft des SV 1919 Grimma 2a Klasse des Leipziger Fußballgaus, der 3. Liga im Verband Mitteldeutscher Ballspiel-Vereine. Die Spielzeit 1932/33 beendete der Verein als Staffelsieger und wurde daraufhin in die neu eingerichtete 1. Kreisklasse eingestuft. Von 1938 bis 1942 stieg der SV 1919 zweimal ab und beendete sein Dasein in der 3. Kreisklasse.
1948/49 beteiligte sich die SG Grimma im Leipziger Fußballbezirk an der sächsischen Fußballmeisterschaft. Nach einem 10. Platz wurde die BSG Nagema 1949/50 in die drittklassige Bezirksklasse Leipzig eingegliedert und erreichte dort Rang 4. Ein Jahr später gewann die BSG Stahl das Endspiel um die Leipziger Bezirksmeisterschaft gegen Lokomotive Beucha mit 3:2. In der zur Saison 1951/52 viertklassige gewordenen Bezirksklasse Leipzig wurde Stahl Grimma Zweiter. Nach der Neugliederung der DDR-Fußball-Ligen spielte die BSG Motor West in der drittklassigen Bezirksliga Leipzig. Dort spielte Grimma bis 1984, abgesehen von 1959 bis 1960 und 1978 bis 1980, als die Mannschaft in die Bezirksklasse abgestiegen war.
1984 wurde die BSG Motor Bezirksmeister und war damit für die Aufstiegsspiele zur zweitklassigen DDR-Liga qualifiziert. Nach drei Siegen und einer Niederlage gegen Rot-Weiß Erfurt II stieg Grimma in die DDR-Liga auf. Fünf Jahre spielte die BSG Motor in der zweiten Liga und erreichte in der Saison 1985/86 mit Platz 4 ihr bestes Ergebnis. 1989 musste mit zehn Punkten Rückstand zu einem Nichtabstiegsplatz der Gang zurück in die Bezirksliga angetreten werden. Dort beendete die Betriebssportgemeinschaft 1990 mit Rang 3 den DDR-Fußballbetrieb.
Relativ erfolgreich war die BSG Motor Grimma im DDR-weiten FDGB-Fußballpokal-Wettbewerb. Insgesamt siebenmal konnte sich die erste Männer-Mannschaft für die Wettbewerbe qualifizieren, 1968 und 1971 als Bezirkspokalsieger, in den übrigen Jahren als DDR-Ligist. In der Saison 1969/70 schaffte es Grimma als Bezirksligist bis in das Viertelfinale, erst dort unterlag sie die dem Oberliga-Vertreter FC Karl-Marx-Stadt mit 1:5. Insgesamt absolvierte die BSG Motor 13 DDR-Pokalspiele, von denen sie fünf gewann.
Mit dem 3. Bezirksligaplatz von 1990 hatte sich der neu gegründete SV Motor für die damals viertklassige Landesliga Sachsen qualifiziert. 1997 wurde der SV 1919 Grimma sächsischer Landesmeister und stieg damit in die Fußball-Oberliga Nordost auf. Dort erreichte die Mannschaft in der Saison 1999/2000 mit Rang 4 die beste Platzierung. Die Spielzeit 2005/06 endete für den SV 1919 nach nur fünf Siegen in 30 Spielen mit dem vorletzten Platz, sodass die Mannschaft wieder in die Landesliga Sachsen absteigen musste. Seit 2008 ist die Landesliga die sechsthöchste Spielklasse. In der Saison 2018/19 wurde man mit 14 Punkten Vorsprung Landesmeister in Sachsen und spielt seit 2019/20 wieder in der Oberliga.

## Erfolge
- Aufstieg in die DDR-Liga 1984
- Aufstieg in die NOFV-Amateur-Oberliga 1997
- Meister der Sachsenliga 2019
- Aufstieg in die Oberliga 2019

## Persönlichkeiten (Auswahl)
- Jens Härtel (* 1969) war Jugendspieler bei der BSG Motor und spielte später für den FSV Zwickau in der 2. Bundesliga
- Rainer Lisiewicz (* 1949) war Fußballtrainer sowohl bei der BSG Motor als auch beim SV Grimma
- Harald Sather (* 1960), Vorstandsmitglied des FC Grimma, war Bundesligaschiedsrichter und FIFA-Schiedsrichter-Assistent
- Horst Zedel (* 1930) begann seine Fußball-Laufbahn bei der BSG Motor und war später DDR-Oberligaspieler beim SC Empor Rostock.
- Steffen Ziffert (* 1964) sowohl als Spieler in der Oberliga als auch als Trainer zweimal für den FC Grimma bzw. SV 1919 Grimma tätig.